# Deji Plaza Phase 2
Il Deji Plaza Phase 2 (o semplicemente Deji Plaza) è un grattacielo del distretto di Xuanwu, a Nanchino, nella provincia cinese dello Jiangsu. La torre ha un'altezza di 324 metri.